# Augusta Læssøe
Augusta Charlotte Dorthea Læssøe (30. december 1851 i København – 26. december 1926 i Ordrup) var en dansk blomstermaler.

## Baggrund
Hendes forældre var assistent ved Møntkabinettet og Rosenborgsamlingen, senere slotsforvalter på Rosenborg, kammerråd Ludvig August Læssøe (1808-1878) og dennes anden hustru Louise Charlotte Camilla født Trützschler-Hanck (1814-1882, en datter af bygmester Johan Henrik Hanck). Hun var broderdatter til maleren Thorald Læssøe.

## Virke
Hun lærte at tegne hos F.F. Helsted, var som blomstermalerinde elev af O.D. Ottesen, og besøgte senere tegneskoler hos Vilhelm Kyhn og Harald Foss. Hun begyndte at udstille på Charlottenborg 1875 og udstillede siden blomster- og frugtstykker i årene 1878-84, 1887-89 og 1891-93. På en rejse i 1885-86 besøgte hun Frankrig og Italien (Rom og Capri), og i 1891 vandt hun en ekstrapræmie ved den Neuhausenske konkurs for Voksende æblegren, Samme år fik hun en mindre understøttelse fra Den Raben-Levetzauske Fond. I denne periode begyndte hun tillige at dyrke kunstindustri (brandmaleri på trægenstande), bl.a. i Dansk Kunstflidsskole sammen med Emma Gad. Hun besøgte siden England, Sverige, Wien og Budapest.
Læssøe udstillede også på Kunstnerforeningen af 18. Novembers udstilling 1882, Nordisk Udstilling 1883 og 1888, Kvindernes Udstilling 1895 og på Landsudstillingen i Aarhus 1909.
Hun var ugift og er begravet på Garnisons Kirkegård.

## Værker
- Opstilling med fletkurv og blomster på stenkarm (1876, udstillet på Øregaard Museum i 2006 og Ribe Kunstmuseum 2007, solgt som lot nr. 2304075 hos Lauritz.com 22. juli 2011)[1]
- Markblomster (udstillet 1876)
- En kurv med blomster i et åbent vindue (udstillet 1881)
- En voksende gren med modne æbler (1891, Neuhausens Ekstrapræmie)
- Pæoner (udstillet 1895)
- Vilde blomster (udateret, solgt som lot nr. 2078375 hos Lauritz.com 9. december 2010)[2]
- Opstilling med tulipaner og en konkylie på et bord (udateret, solgt som lot nr. 1131/1029 på Bruun Rasmussen Kunstauktioner 3. august 2011)[3]